# Championnats du monde de roller freestyle

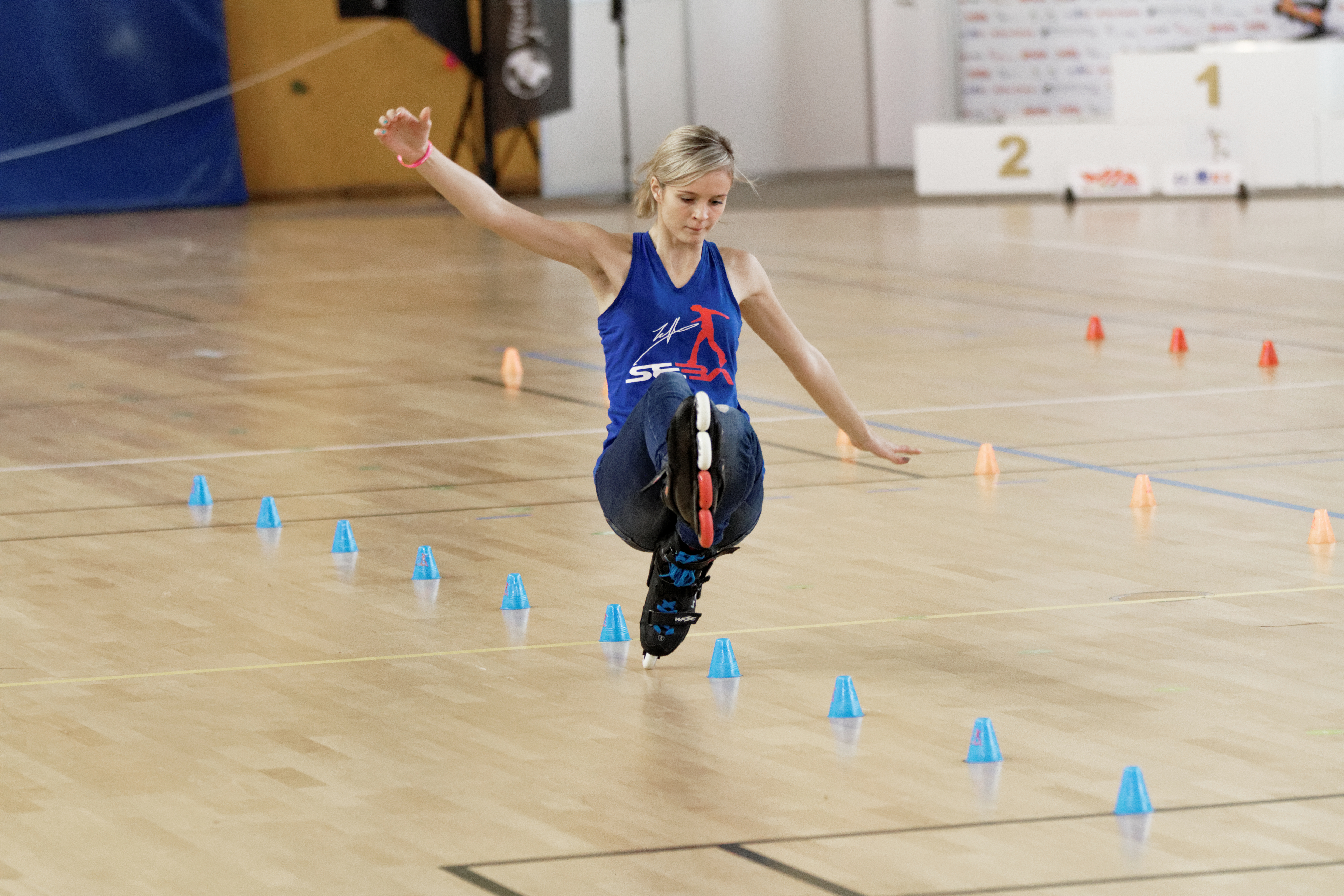
Klaudia Hartmanis lors de l'édition 2014 de la compétition au Gymnase de la Plaine à Paris.

Les championnats du monde de roller acrobatique sont une compétition internationale de roller acrobatique fondée en 2007. L'International Freestyle Skaters Association (IFSA) a organisé deux éditions de « Freestyle Skating Championship » reconnues par la Fédération internationale de roller sports (FIRS). Depuis 2008, la World Slalom Skaters Association (WSSA) organise les « World Skating Championships », qui sont reconnus par la FIRS depuis 2009.

## Éditions organisées par l'IFSA
- 2007 :  Gessate[2],[3]
- 2008 :  Moscou[4],[5]

## Éditions organisées par la WSSA
- 2008 :  Singapour[6]
- 2009 :  Shanghai[7]
- 2010 :  Jeonju[8]
- 2011 :  Geisingen[9]
- 2012 :  Lishui[10]
- 2013 :  Taipei[11]
- 2014 :  Paris[12]